# الجيش العرمرم الخماسي
الجيش العرمرم الخماسي هو كتاب تاريخي مهم من تأليف أبو عبد الله محمد بن أحمد الكنسوسي، المعروف بـ"أكنسوس"،
ويتناول فيه تاريخ دولة أولاد مولانا علي السجلماسي في المغرب.صدر عن المطبعة والوراقة الوطنية – مراكش.يقع الكتاب في 359صفحة.

## محتوى الكتاب
يتوزع الكتاب على جزأين ويضم حوالي 359 صفحة، ويشمل:
- تاريخ الدولة السجلماسية: نشأتها، نسب مؤسسيها، علاقتها بالسلطة المركزية، وأهم المحطات التاريخية التي مرت بها.
- سير أعلامها: تراجم مفصلة لأمراء وعلماء وأعيان الدولة، مع إبراز دورهم في الحياة الدينية والسياسية.
- الأنساب والولاءات: توثيق نسب أولاد مولانا علي السجلماسي، وعلاقاتهم بالأشراف العلويين.
- الأحداث العسكرية والسياسية: وصف المعارك، التحالفات، والاضطرابات التي شهدتها المنطقة.
- الجانب الديني والصوفي: عرض لطريقة تفكير النخبة الدينية، ومكانة التصوف في بنية الدولة.
- الاجتماع والعمران: إشارات إلى الحياة اليومية، التنظيمات المحلية، والعلاقات القبلية.[4]

## اقتباسات من الكتاب
"فإن دولة أولاد مولانا علي السجلماسي، وإن كانت في ظاهرها صغيرة، فإنها في جوهرها عظيمة، لما اجتمع فيها من العلم والولاية والسياسة."
"وكان مولانا علي السجلماسي رضي الله عنه، من أهل الكشف والكرامات، لا يُذكر في مجلس إلا وتتنزل فيه السكينة."
"ولما اجتمعت الكلمة على الأمير فلان، استقامت الأمور، وظهرت أنوار العدل، وانكفأت الفتن كما تنكفئ الظلمة عند طلوع الفجر."
"وكانت دولتهم قائمة على الشورى والعدل، لا يُظلم فيها ضعيف، ولا يُستأثر فيها قوي، بل الكل تحت راية الحق."
"ومن كرامات مولانا علي السجلماسي أنه كان يُرى في المنام من قبل الصالحين، يبشرهم بالفتح والنصر، ويأمرهم بالثبات على الطريق."

"فإذا اجتمعت الكلمة، وتوحد الصف، فلا خوف على الأمة، وإن كثرت الفتن، فإن الله ناصر أوليائه."

## أسلوب الكتاب
يتسم كتاب الجيش العرمرم الخماسي في دولة أولاد مولانا علي السجلماسي بأسلوب موسوعي يجمع بين السرد التاريخي والتوثيق الديني، ويعتمد على لغة عربية فصيحة يغلب عليها الطابع البلاغي والتكريمي، خاصة في تناول سير الشخصيات الصوفية والقيادية. يستخدم المؤلف محمد بن أحمد الكنسوسي أسلوبًا تقريريًا مشبعًا بالتعظيم والمدح، مع توظيف مكثف للآيات القرآنية والأحاديث النبوية، مما يعكس الخلفية العلمية والدينية للكاتب. كما يبرز في النص حضور واضح للمنظور الصوفي، حيث تُعرض الكرامات والرؤى والمنامات كأدلة على شرعية القيادة الروحية والسياسية، في حين يُستعمل التراكم السردي لتوثيق الأحداث والمعارك والأنساب، بأسلوب أقرب إلى التأريخ التقليدي في الأدب الإسلامي الوسيط.

## تأثير الكتاب
يُعدّ كتاب الجيش العرمرم الخماسي في دولة أولاد مولانا علي السجلماسي من أبرز المؤلفات التاريخية المغربية التي وثّقت جوانب من الحياة السياسية والدينية والاجتماعية في منطقة سجلماسة خلال القرن التاسع عشر. ألّفه الفقيه والمؤرخ محمد بن أحمد الكنسوسي المعروف بأكنسوس، ويتميّز بأسلوبه السردي الذي يمزج بين التراجم والتوثيق التاريخي، مما جعله مرجعًا مهمًا للباحثين في تاريخ الزوايا والدول المحلية بالمغرب. وقد ساهم الكتاب في إبراز دور الزاوية السجلماسية في تشكيل السلطة الروحية والسياسية، كما كشف عن شبكة العلاقات التي نسجها أولاد مولانا علي مع مختلف الفاعلين في المغرب، مما أضفى على العمل قيمة علمية وتاريخية معتبرة داخل الدراسات المغاربية

## النقد والاستقبال
حظي كتاب الجيش العرمرم الخماسي في دولة أولاد مولانا علي السجلماسي باستقبال إيجابي في الأوساط الأكاديمية المهتمة بالتاريخ المغربي والتصوف، حيث اعتُبر مرجعًا فريدًا يوثّق لتجربة سياسية ودينية محلية قلّما تناولتها المصادر التقليدية. وقد أشاد الباحثون بأسلوب المؤلف محمد بن أحمد الكنسوسي، المعروف بأكنسوس، الذي مزج بين السرد التاريخي والتوثيق الروحي، مما أضفى على العمل طابعًا موسوعيًا غنيًا بالأنساب والتراجم والكرامات. ورغم الطابع التمجيدي الذي يطغى على وصف الشخصيات والأحداث، فإن الكتاب يُعدّ مصدرًا مهمًا لفهم دينامية الزوايا في علاقتها بالسلطة والقبائل، وقد استُخدم في دراسات متعددة حول التصوف السياسي والبنية الاجتماعية في سجلماسة خلال القرن التاسع عشر

## الزوايا المغربية في كتاب الجيش العرمرم الخماسي في دولة أولاد مولانا علي السجلماسي
في كتاب الجيش العرمرم الخماسي في دولة أولاد مولانا علي السجلماسي يحتلّ موضوع الزوايا المغربية مكانة مركزية، حيث يُبرز المؤلف محمد بن أحمد الكنسوسي الدور الحيوي الذي لعبته الزاوية السجلماسية في الحياة الدينية والسياسية والاجتماعية خلال القرن التاسع عشر. ويُظهر الكتاب كيف كانت الزوايا، وعلى رأسها زاوية أولاد مولانا علي، مؤسسات روحية ذات تأثير فعّال في تنظيم العلاقات القبلية، وتوجيه السلوك العام، وتوفير الحماية الرمزية والمعنوية للساكنة. كما يوثّق المؤلف شبكة من الروابط بين الزاوية السجلماسية وزوايا أخرى في المغرب، مما يعكس تداخل الوظائف الدينية والصوفية مع البنية السياسية المحلية، ويُبرز مكانة الزوايا كوسيط بين السلطة المركزية والمجتمع القبلي.